# 사무엘 잭슨의 블랙스네이크
《사무엘 잭슨의 블랙스네이크》(영어: Black Snake Moan)는 미국에서 제작된 크레이그 브루어 감독의 2007년 블랙 코미디 드라마 영화이다. 크리스티나 리치, 새뮤얼 L. 잭슨, 저스틴 팀버레이크 등이 출연하였고, 스테퍼니 얼레인 등이 제작에 참여하였다.

## 출연진
- 크리스티나 리치
- 새뮤얼 L. 잭슨
- 저스틴 팀버레이크
- 존 코스런 주니어
- S. 이페이사 머커슨
- 데이비드 배너
- 킴 리처즈
- 나이머스 K. 윌리엄스
- 마이클 레이먼드제임스
- 에이드리앤 레넉스
- 레너드 L. 토머스
- 제프 포프
- 에이미 러비어
- 클레어 그랜트
- 스킵 피츠

## 기타 제작진
- 배역: 킴벌리 R. 하딘
- 미술: 키스 브라이언 번스
- 미술 효과: 메그 에버리스트
- 소품팀: 리바 대니얼스
- 의상: 폴 시먼스